# Arabella Kenealy
Arabella Kenealy, née le 11 avril 1859 à Portslade et morte le 18 novembre 1938 à Marylebone, est une écrivaine et médecin britannique. Elle s'impose rapidement sur la scène sociale et médicale à la fin du XIXe siècle avec des thèses combinant le darwinisme social avec sa pratique médicale et ses convictions eugénistes. 
Contrairement à nombre de ses consœurs médecins, Arabella Kenealy soutient la féminité conventionnelle et les rôles de genre, craignant que le travail des femmes ne les détourne de leur vocation la plus importante : la maternité. Selon elle, les différences entre les sexes sont vitales pour la survie de l'espèce et le féminisme mènerait à leur abolition et à une dangereuse compétition entre hommes et femmes, préjudiciable aux femmes comme à la viabilité à long terme de l'espèce. Un argument qu'elle développe dans son ouvrage « Féminisme et extinction sexuelle ».

## Biographie

### Jeunesse et formation
Arabella Kenealy est née à Portslade le 11 avril 1859. Elle est la deuxième fille et cinquième enfant des douze enfants survivants d'Elizabeth et Edward Kenealy. Parmi ses frères et sœurs figurent Alexander, Kenealy, rédacteur en chef du Daily Mirror, et Annesley Kenealy, également écrivaine. Son père est un avocat réputé, connu pour son comportement outrancier lors de l'affaire Tichborne en 1873-1874 qui conduit à sa radiation du barreau,. 
D'abord éduquée à la maison, Arabella Kenealy suit les cours de la London School of Medicine for Women et obtient son diplôme en 1883. Elle est autorisée à exercer par le King's and Queen's College of Physicians d'Irlande, premier organisme d'agrément du Royaume-Uni à admettre les femmes. Elle exerce la médecine de 1884 à 1894 à Londres et à Watford et donne fréquemment des conférences sur l'hygiène, la nutrition et les compétences liées à la maternité. Elle se consacre également à l'écriture, principalement des articles sur les mêmes sujets, mais élargissant ses réflexions à l'eugénisme et au développement de l'humanité,. 
En 1893, Arabella Kenealy est victime d'une grave crise de diphtérie et, par la suite, sa santé devient fragile. Incapable de poursuivre sa pratique médicale, elle se consacre à l'écriture à plein temps. Elle publie des articles dans des magazines tels que The Nineteenth Century (en) et Eugenics Review,. 

## L’œuvre écrite

### La fiction
La contribution d'Arabella Kenealy à la fiction surnaturelle est modeste. Elle repose en grande partie sur ses convictions quant aux rôles des hommes et des femmes et sur le danger de dégradation de l'espèce humaine si chacun ne joue pas son rôle, en ligne avec ses théories darwiniennes.
Dans ses fictions, Arabella Kenealy souhaite prôner l'idéal romantique : « L'engouement moderne pour le féminisme, l'athlétisme, le sport et la politique détruit la dimension émotionnelle des femmes, de sorte qu'elles cessent de s'intéresser aux histoires d'amour, aux passions romantiques ou aux idéaux ».
Dès 1893 , elle publie le roman « Dr Janet of Harley Street », qui connaît immédiatement un grand succès. Le personnage principal est une médecin qui adopte une jeune femme fuyant un mariage malheureux,.  
A Human Vivisection (1896) expose ses convictions antivivisectionnistes et veut choquer les lecteurs et les amener à comprendre les horreurs infligées aux animaux, en mettant en scène un scientifique qui entreprend la vivisection d'un jeune homme,. 
Entre 1896 et 1897, Arabella Kenealy écrit une série de nouvelles sur Lord Syfret, un aristocrate impliqué dans des situations horribles, parfois surnaturelles. Une de ces nouvelles s'intitule A Beautiful Vampire,,.
Dans The Whips of Time (1908), elle expose ses thèses eugénistes : un médecin entreprend une expérience où, à la naissance, il échange les enfants d'une meurtrière de basse condition avec ceux d'une femme plus cultivée de la société et observe les conséquences qui démontrent que l'hérédité l'emporte, au grand dam du médecin. Le Morning Post la qualifie de « l'une des meilleures » nouvelles de Miss Kenealy.

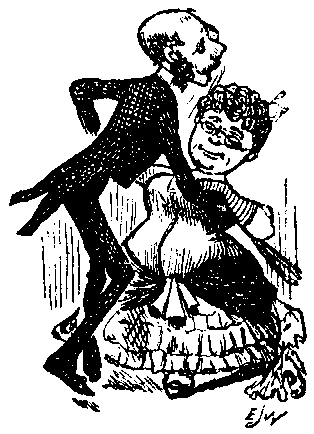
Arabella Kenealy dans le magazine Punch du 21 novembre 1891

### Les écrits scientifiques
Arabella Kenealy combine le darwinisme social avec sa pratique médicale et utilise le prestige de sa profession pour étayer ses théories. Elle émet l'hypothèse que les différences entre les sexes sont plus importantes dans les sociétés civilisées. La différenciation sexuelle à l'échelle de l'évolution explique également les différences entre les femmes de la classe ouvrière qui ont besoin de force physique pour travailler et celles des classes supérieures qui doivent utiliser leurs qualités mentales et sociales pour faire progresser la civilisation.

#### Attaques contre le féminisme
Feminism and Sex Extinction paraît en 1920. Cet ouvrage se concentre sur ce qu'Arabella Kenealy perçoit comme les effets néfastes du mouvement pour les droits des femmes. Le British Medical Journal le qualifie d’« étude intéressante de sociologie moderne », qui confirmerait les points de vue de ceux qui ne voyaient «  que du mal dans le vote des femmes ». Elle considère la ségrégation des femmes comme le résultat de l'évolution humaine naturelle. La société humaine devient plus sophistiquée et la différenciation sexuelle plus accentuée, les femmes sont de moins en moins impliquées dans le monde du travail, tandis qu'elles s'impliquent de plus en plus dans une vie domestique de plus en plus sophistiquée. Parallèlement, les enfants deviennent plus fragiles et ont besoin de plus de protection parentale,.
Arabella Kenealy soutient que les femmes viriles engendrent des fils faibles. S'appuyant sur les statistiques sur la mortalité infantile et la croissance relative des enfants, elle affirme que l'arrivée des femmes sur le marché du travail a un effet néfaste disproportionné sur la santé des nouveau-nés de sexe masculin qui présentent un taux de mortalité plus élevé. En effet ceux-ci étant plus "évolués", ils requièrent davantage de soins et d'attention que les bébés de sexe féminin, y compris durant le développement prénatal,. 
Le travail à l'extérieur du foyer a aussi un effet néfaste sur la santé et la beauté de la femme d'âge mûr. À l'âge mûr, cela entraîne « détérioration progressive du physique, de l'apparence et souvent de la santé ». Cette affirmation ne repose pas cependant sur des statistiques ou d'autres données scientifiques.
Une telle situation ne lui paraît pas acceptable. L'homme est déterminant dans le progrès évolutif. L'histoire montre que les sociétés où les femmes ont acquis une plus grande importance, comme la Rome ou la Grèce antiques sont devenues décadentes. Arabella Kenealy soutient, de manière darwinienne, que la chute de l'Empire romain est le résultat inévitable des pratiques disgéniques de son peuple. La principale pratique disgénique des féministes, selon elle, est la propagation de l'idée que la carrière ou les loisirs d'une femme peuvent être aussi importants que la maternité et la famille. Soumises à une stimulation ou un stress excessif, les femmes surexploitent leur force vitale qui est alors indisponible pour la procréation et, par conséquent, la génération suivante est lésée. Elle soutient aussi que Darwin était l’ennemi des féministes,.
L'une de ses thèses favorites est que l'énergie dépensée dans une partie du corps serait non seulement perdue dans une autre, mais serait néfaste à l'ensemble du mécanisme. Si le sexe opposé latent présent en chaque être humain est artificiellement stimulé (par exemple par le sport), il en résulterait une race d'hommes efféminés et de femmes masculines, c'est-à-dire des « copies avortées et déficientes de la race ». Cela aboutirait à la détérioration de la race.
Elle recommande donc aux femmes de faire de l'exercice, mais les met en garde contre des excès qui peuvent faire perdre à leur corps ses capacités naturelles à être la « mère des hommes ». 
Si elle rejoint les partisans de la réforme vestimentaire en condamnant le port du corset, ce n'est pas pour l'émancipation des femmes mais parce que c'est une cause, sinon toujours de mort, au moins de la plus affreuse déchéance physique et morale.
Arabella Kenealy reproche également aux hommes de passer trop de temps à danser. Elle estime qu'ils devraient plutôt penser au mariage. Ce point de vue a été parodié dans le magazine Punch.

#### L'eugénisme
Arabella Kenealy pense que, puisque ce sont les femmes qui mettent au monde les enfants, il est important qu'elles comprennent pleinement leurs actes sexuels et qu'en étant éduquées et capables de gagner leur vie, elles seraient mieux placées pour choisir plus judicieusement leurs partenaires, au bénéfice de l'humanité. C'est la vision défendue par Francis Galton, qui invente le mot eugénisme en 1883, ainsi que l'expression « inné contre acquis ». 
En 1891, Arabella Kenealy publie l'essai A new view on the suplus of women dans la Westminster Review. Elle y prône l'accès des femmes à tous les métiers et professions, parce que, si les femmes avaient la possibilité d'accéder à l'indépendance économique hors mariage, une part importante de la population féminine se retirerait du marché du mariage. Les femmes restantes auraient alors un plus grand choix d’hommes à leur disposition et, ainsi, donneraient naissance à des bébés génétiquement supérieurs,.

#### Le gyroscope humain
Son livre, Human Gyroscope, est sous-titré « Une considération sur la rotation gyroscopique de la terre comme mécanisme de l'évolution des formes de vie terrestres, expliquant le phénomène de sexe : son origine, son développement et son importance dans le processus évolutif ». 
Arabella Kenealy y explore l'influence de la gravitation et des effets centrifuges et centripètes de la rotation terrestre sur l'évolution humaine et animale, ainsi que sur la différence entre les sexes. S'appuyant sur la théorie de la gravitation de Newton, elle estime que « La matière plastique des organismes terrestres a été façonnée et moulée dans les innombrables diversités de formes tridimensionnelles de plus en plus complexes et structurellement différenciées d'espèces vivantes, s'élevant progressivement verticalement dans les termes de structures élevées de plus en plus complexes ». Le cosmos aurait une composante masculine et féminine. Les races du nord seraient masculines et celles du sud féminines en raison de la rotation terrestre (les opposés sont un sujet qui la fascine, par exemple, le côté droit du corps est masculin, tandis que le côté gauche est féminin). Ces théories d'Arabella Kenealy figurent dans le livre de Martin Gardner,  Fads and Fallacies in the Name of Science (Modes et sophismes au nom de la science) sous le chapitre Théories sexuelles excentriques,,. 

## Fin de vie et postérité
Arabella Keanely ne se marie pas et n'a pas d'enfants. Elle décède le 18 novembre 1938 à Marylebone. Elle est enterrée à l'église Sainte-Hélène, à Hangleton.
Arabella Kenealy a, à bien des égards, pris le contre-pied du mouvement féministe cette tendance, utilisant sa tribune pour dénoncer les droits des femmes, mais elle reste une figure du mouvement des femmes. Elle est un exemple de l'éventail d'attitudes, d'opinions et de comportements qui l'ont façonné.

## Publications (sélection)
- Woman and the Shadow: A Novel
- The Failure of Vivisection and the Future of Medical Research (1909)
- The Whips of Time, Londres, John Long, 1909
- The Mating of Anthea, Londres, John Long, 1911
- Feminism and Sex-Extinction , Londres, Fisher Unwin, 1920
- The Human Gyroscope, Londres, Hudson & Kearns, 1934
- Woman as an Athlete: a Rejoinder (1899)
- The Worship of Masculinity, Gentleman's Magazine 265 (1888)
- Belinda’s Beaux and Other Stories. Londres, Bliss, Sands & Co., 1897